# Pegomya emeinigra
Pegomya emeinigra este o specie de muște din genul Pegomya, familia Anthomyiidae, descrisă de Deng, Li și Sun în anul 1987. Conform Catalogue of Life specia Pegomya emeinigra nu are subspecii cunoscute.